# John A. Lejeune

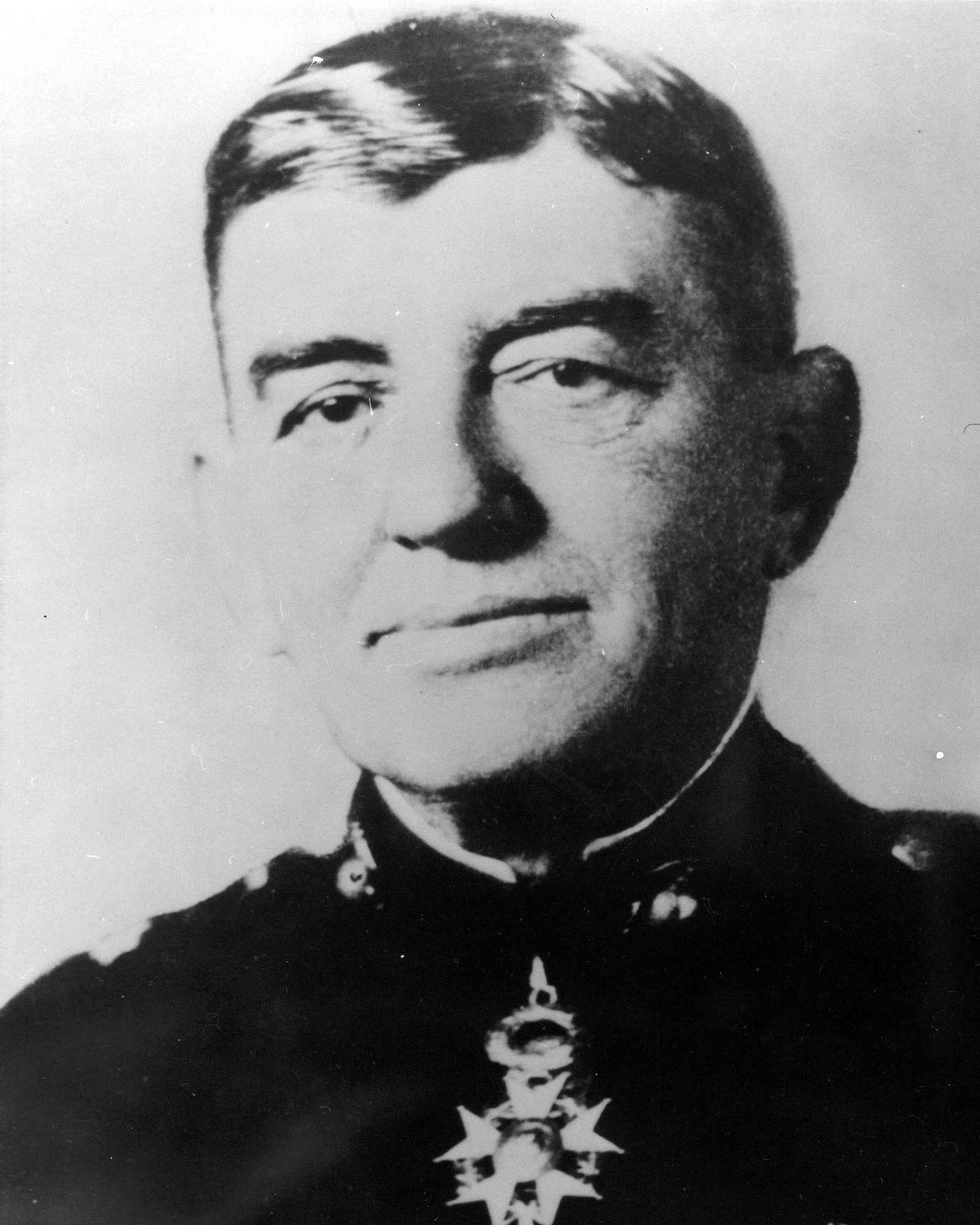
John A. Lejeune mit dem Kommandeurskreuz der Ehrenlegion

John Archer Lejeune (* 10. Januar 1867 im Pointe Coupee Parish, Louisiana; † 20. November 1942 in Baltimore, Maryland) war ein US-amerikanischer Offizier des United States Marine Corps, zuletzt Lieutenant General, und 13. Commandant of the Marine Corps von 1920 bis 1929.

## Leben
Lejeune wurde als Sohn des ehemaligen Captain der Confederate States Army, Ovide Lejeune, auf der Old Hickory Plantation bei Lacour im ländlichen Louisiana geboren. Er erhielt eine Schulausbildung an einer Internatsschule bei Natchez und trat 1881 als Kadett in die Louisiana State University in Baton Rouge ein, wo er die nächsten drei Jahre verbrachte. Die hohen Kosten der Ausbildung an der LSU zwangen die Familie zur Suche nach einer Alternative, und der Kongressabgeordnete Edward T. Lewis ermöglichte ihm 1884 die Teilnahme am Eintrittsexamen für die United States Naval Academy in Annapolis. Er wurde angenommen und graduierte vier Jahre später als einer von 32 Absolventen im Rang eines Midshipman. Seine erste Kommandierung führte ihn auf die Schraubenkorvette USS Mohican. Anfang 1889 war er auf der USS Vandalia, die nach den Samoa-Inseln entsandt wurde (Konflikt um Samoa), als diese in einem Zyklon schwer beschädigt wurde. Auf die zur Ablösung eingetroffene USS Adams versetzt, kehrte er 1890 nach Annapolis zurück. Er hatte seinen Vorsatz gefasst, die Karriere eines Marineoffiziers nicht weiterzuverfolgen, sondern dem Marine Corps beizutreten.
Im Juli 1890 wurde er als 2nd Lieutenant in das USMC aufgenommen. Nach einer kurzen Ausbildung und Indoktrination wurde er dem Marinestützpunkt Norfolk zugeteilt. Er diente von 1891 bis 1893 an Bord des Kanonenboots Bennington und wurde 1892 zum 1st Lieutenant befördert. Anschließend diente er bis 1897 in den Norfolk Barracks. 1897 wurde er Kommandeur des Marine-Detachments an Bord des geschützten Kreuzers Cincinnati, mit der er am Spanisch-Amerikanischen Krieg von 1898 teilnahm. Von 1899 bis 1900 diente er an Bord des Schlachtschiffs Massachusetts und wurde im März 1899 zum Captain befördert. Nach einer Tätigkeit als Rekrutierungsoffizier wurde er Ende 1900 zum Kommandanten der Marine Barracks in Pensacola, Florida, ernannt. Später diente er wieder in Norfolk und im Marine Corps Headquarters in Washington, D.C. Von 1903 bis 1904 diente er im Rang eines Major auf dem Isthmus von Panama, in der späteren Panamakanalzone. Es folgten Dienstzeiten in den Marine Barracks Washington und wieder in Panama bis 1907, als er auf die Philippinen versetzt wurde. Hier diente er in der Provinz Cavite, bis er 1909 für einen einjährigen Kurs ans United States Army War College berufen wurde. Die folgenden Jahre verbrachte der mittlerweile zum Lieutenant Colonel beförderte Lejeune auf der Guantanamo Bay Naval Base auf Kuba und in Panama. 1914 nahm er, gerade zum Colonel befördert, an der Besetzung von Veracruz in Mexiko teil. Nach der Rückkehr in die Staaten wurde er Assistent des Marine-Corps-Kommandanten George Barnett in Washington, dem er später nachfolgen sollte, und wurde im Sommer 1916 zum Brigadier General befördert.
Nach dem Eintritt der USA in den Ersten Weltkrieg im April 1917 übernahm er den Befehl über die neugegründete Marine Corps Base Quantico. Im Juni des folgenden Jahres wurde er an die Front in Frankreich geschickt, wo er zunächst eine Brigade der 32nd Infantry Division führte. Nach kurzer Zeit übernahm er den Befehl über die der 2nd Infantry Division angeschlossene 4th Marine Brigade und schließlich, noch im Juli 1918, über die 2nd Infantry Division. Er war der erste Offizier der Marines auf einem solchen Posten. Mit seiner Division nahm Lejeune im Herbst 1918 an der Schlacht von St. Mihiel und der Maas-Argonnen-Offensive teil. Nach dem Waffenstillstand nahm die Division an der Besetzung des Rheinlandes teil, Lejeune blieb ihr Kommandeur bis zum August 1919. Neben anderen Auszeichnungen erhielt er nach dem Krieg die Army Distinguished Service Medal und die Navy Distinguished Service Medal.
Nach der Rückkehr in die USA wurde Lejeune wieder Kommandant in Quantico und wurde im Juli 1920 zum Nachfolger General Barnetts als Commandant of the Marine Corps ernannt. Er diente auf diesem Posten bis 1929 und wurde pensioniert. Im Ruhestand fungierte er als Superintendent des Virginia Military Institute, bis ihn seine nachlassende Gesundheit 1937 zur Aufgabe dieses Amtes zwang. Anfang 1942 wurde er auf der retired list noch zum Lieutenant General befördert.
Lejeune war Mitbegründer der 1923 gegründeten Marine Corps League, die 1937 vom US-Kongress ihre offizielle Satzung erhielt. Seit 1930 war er Ehrenmitglied der Society of the Cincinnati. Er starb im November 1942 75-jährig in einem Krankenhaus in Baltimore und wurde mit militärischen Ehren auf dem Nationalfriedhof Arlington bestattet. Nach ihm wurde unter anderem das Marine Corps Base Camp Lejeune benannt.